# Guerras carnáticas

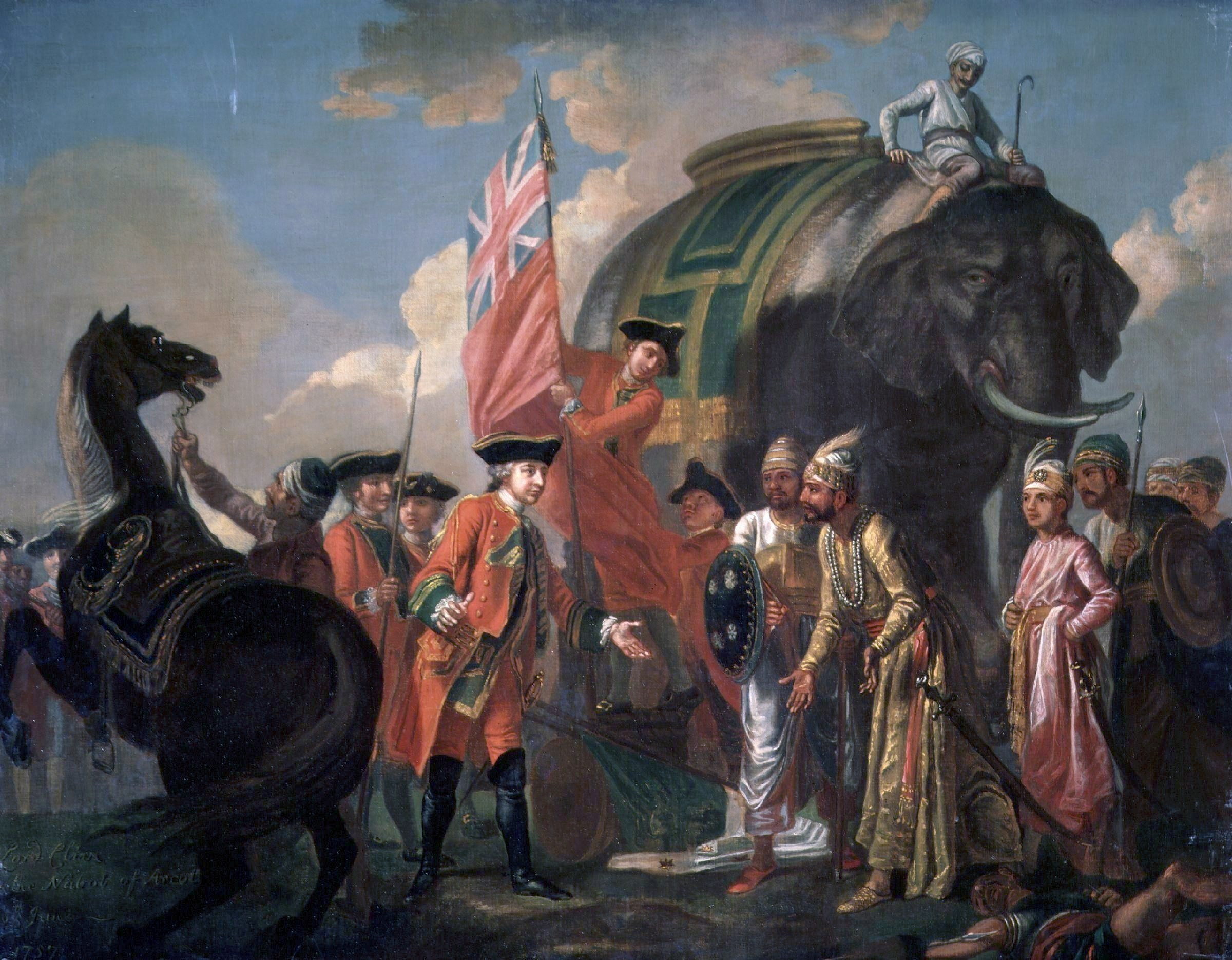
Lord Robert Clive se reúne con Mir Jafar después de la batalla de Plassey. Óleo sobre lienzo, Francis Hayman, c. 1762.

Las guerras carnáticas (nombre derivado de Karnataka, India) fueron una serie de conflictos militares durante el siglo XVIII entre el Reino Unido, Francia y el Imperio maratha por el control de la línea costera entre Nellore y Tamil Nadu, en la costa oriental de India. En esa época la región de Karnataka era una dependencia de Hyderabad en el Imperio mogol.
Hubo tres guerras carnáticas entre 1744 y 1763. Aunque el nombre local para la región era Karnataka, la pronunciación habitual llevó a confusión con el término español «carne», llevando a que al menos un general británico se refiriera a la guerra como Meat Wars (guerras de la carne).[cita requerida]
Se considera que las guerras carnáticas establecieron la supremacía británica en el subcontinente indio, supremacía que se mantendría durante los siguientes doscientos años.

## Primera guerra (1744-1748)
Los orígenes del primer conflicto deben buscarse a partir de la muerte de Aurangzeb en 1707. Varias excolonias se rebelaron contra el Imperio mogol, entre ellas Karnataka y Hyderabad. Karnataka estaba gobernada por el nawab Dost Ali a pesar de estar bajo la supervisión legal de los nizam de Hyderabad. La muerte del gobernante produjo una lucha entre el candidato nizam Anwar-ud-Din y el yerno de Ali, Chanda Saheb. Los británicos recurrieron a la ayuda de Anwar-ud-Din para expulsar a los franceses de Madrás.
El gobernador de la Compañía Francesa de las Indias Orientales, Joseph François Dupleix tenía como meta establecer una colonia francesa en la India. Poco después de su llegada organizó por primera vez batallones indios bajo mando francés.
Británicos y franceses se encontraban en guerra por la sucesión al trono de Austria, que incluía una puja por la expansión de las colonias americanas.
Como el poder del Imperio mogol se encontraba en declive, las compañías comerciales británicas y francesas vieron una buena oportunidad para establecer su rivalidad en la India. Es importante resaltar que mientras ambos países luchaban en Europa, las compañías comerciales mantenían hasta ese momento buenas relaciones en India. Dodwell escribió al respecto «Tan buenas eran las relaciones entre ingleses y franceses, que estos últimos enviaban sus mercancías de Pondicherry a Madrás para una mejor custodia».
Después de que los británicos capturaran unos pocos barcos franceses, los franceses trajeron refuerzos desde la lejana Mauricio, y el 21 de septiembre de 1746 capturaron la ciudad de Madrás, tomando prisionero entre otros a Robert Clive.
Con la finalización de la Guerra de Sucesión Austriaca también se dio por terminada la Primera guerra carnática: mediante el Tratado de Aquisgrán (1748) Madrás fue devuelto a los británicos a cambio de la devolución de la Fortaleza de Luisburgo, capturado por los británicos en el actual Canadá.

## Segunda guerra (1748-1754)
A la muerte del nizam de Hyderabad se desató una guerra civil por la sucesión entre Nasir Jung y Muzzafar Jung, yerno y nieto respectivamente de Nizam-ul-Muluk. También Chanda Sahib conspiraba contra Nawab Amwar-ud-Din en Karnataka. Dupleix intentó entronizar en cada estado a Chanda Sahib y Muzafar Jung, pero los británicos intervinieron. Para vencer a la influencia francesa, apoyaron a Nasir Jang y Mohammad Ali, hijo este último del depuesto Nawab Anwaruddin.
La guerra culminó con el tratado de Pondicherry, firmado en 1754. Mohammad Ali fue reconocido como nawab de Karnatka. Los directores de la Compañía Francesa del este de la India estaban insatisfechos por las ambiciones políticas de Dupleix, que les había producido importantes pérdidas económicas, Dupleix fue llamado de vuelta a Francia, donde murió en la pobreza, y reemplazado por Godheu.

## Tercera guerra (1756-1763)
El estallido de la Guerra de los Siete Años en Europa dio lugar a la reanudación del conflicto entre Francia y las fuerzas británicas en la India. La Tercera guerra carnática se propagó más allá de la India meridional hasta Bengala, donde las fuerzas británicas capturaron el asentamiento francés de Chandernagore (actualmente Chandernagor) y vencieron en la batalla de Plassey en 1757. Sin embargo, la guerra se decidió en el sur del país, cuando el comandante británico Eyre Coote derrotó al francés Thomas Arthur en la batalla de Wandiwash (Vandavasi) el 22 de enero de 1760. Al año siguiente la capital francesa, Pondicherry cayó en poder británico.
La guerra concluyó con la firma del tratado de París (1763), que devolvió Chandernagore y Pondicherry a Francia, y permitió que los franceses tuviesen factorías, aunque sin soberanía. Francia aceptó respetar al gobierno británico, lo que puso fin a sus ambiciones sobre la India, y habilitó al Reino Unido como potencia dominante en esa región.